# Joseph Mallozzi

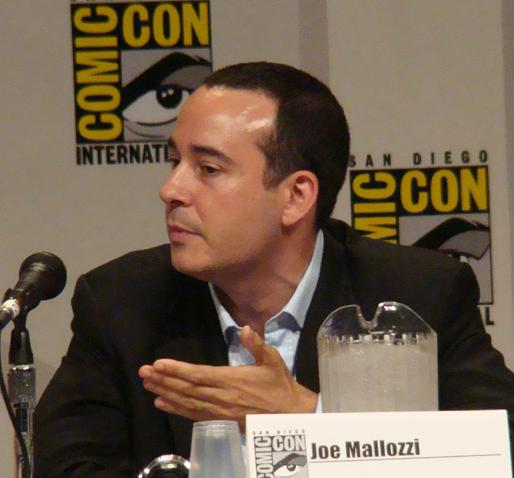
Joseph Mallozzi (2007)

Joseph Mallozzi (* 16. Oktober 1965 in Montréal, Kanada) ist ein kanadischer Regisseur, Produzent und Drehbuchautor.
Mallozzi arbeitete als Produzent und Drehbuchautor an der Science-Fiction-Serie Stargate, wo er im Jahr 2000 als Koproduzent für Stargate – Kommando SG-1 einstieg. Die Drehbücher für die Serie schrieb er meistens zusammen mit Paul Mullie.
In seinem Blog berichtet er immer wieder, teilweise mit vielen Hintergrundbildern, über seine verschiedenen Projekte.
Sein jetziger Wohnsitz befindet sich in Toronto in Ontario (Kanada).
Zu seinen weiteren Interessen zählen unter anderem auch Comics, Fantasy Football und japanische Gerichte, über die er ebenfalls in seinem Weblog berichtet.

## Filmografie (Auswahl)

### Produzent
- 1997: Student Bodies
- 1999: Teenage Werewolf
- 2000–2007: Stargate – Kommando SG-1
- 2004–2009: Stargate Atlantis
- 2009–2011: Stargate Universe
- 2015–2017: Dark Matter

### Drehbuchautor
- Delete – Das Cyber-Armageddon (Delete, Fernsehzweiteiler) (2013)
- Stargate Universe (2010–2011)
- Stargate: Extinction (2009)
- Stargate Atlantis (2004–2009)
- Stargate Kommando SG-1 (2000–2007)
- Teenage Werewolf (1999–2000)
- Student Bodies (1997–2000)
- Mona der Vampir (1999)
- Animal Crackers (1997)